# Conus ariejoostei
Conus ariejoostei é uma espécie de caracol do mar, um gastrópode marinho molusco na família Conidae, os caracóis de cone, conchas ou cones.
Esses caracóis são predatórios e venenosos. Eles são capazes de "picar" humanos.

## Distribuição
Esta espécie marinha de caracol cone é endêmica da África do Sul e ocorre na província da Costa Leste.